# 후쿠오카시 정형외과 의원 화재

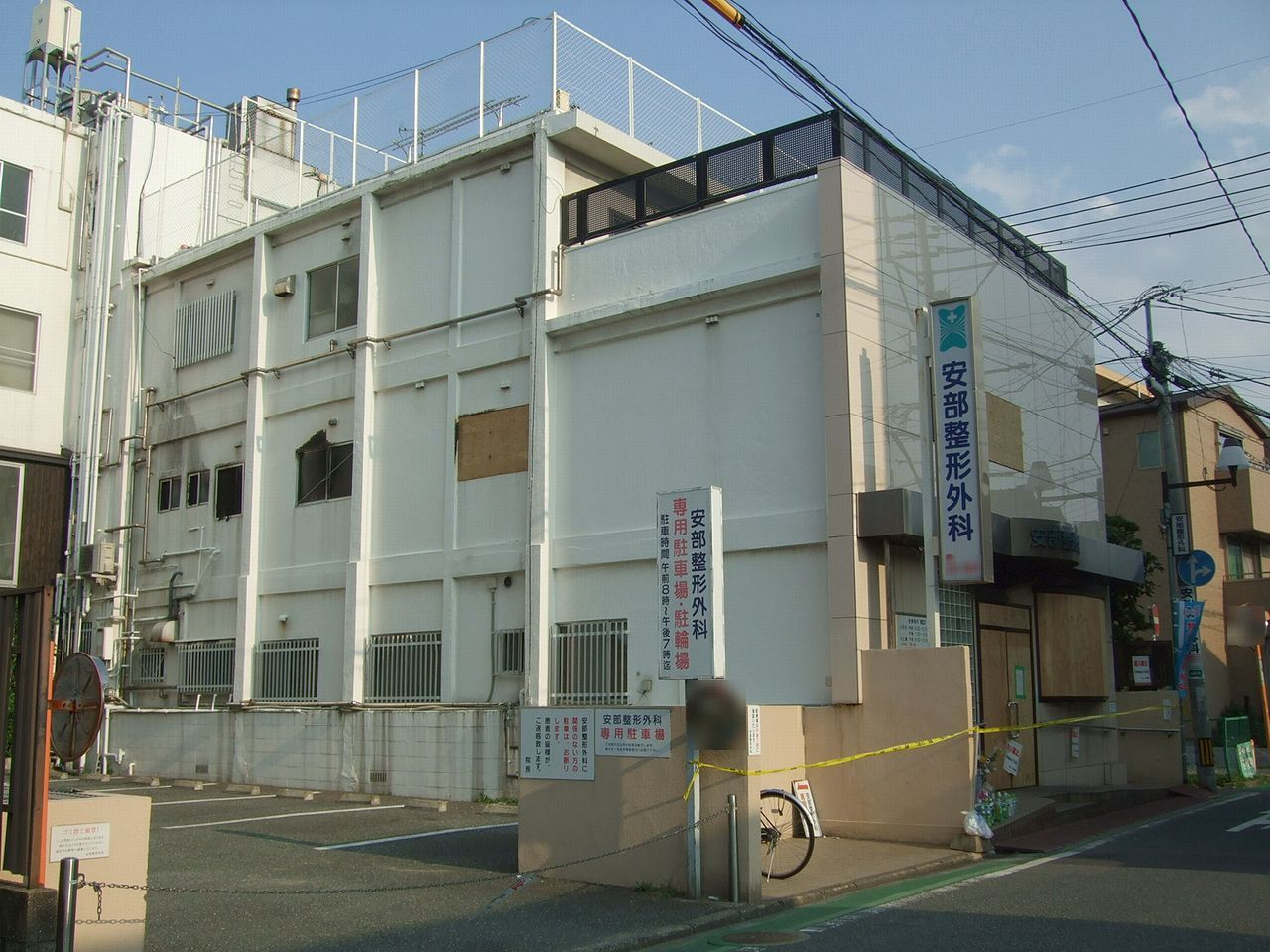
화재가 발생되었던 문제의 정형외과 전경.

후쿠오카시 정형외과 의원 화재(일본어: 福岡市整形外科医院火災)는 2013년 10월 11일 새벽 2시 20분 즈음 후쿠오카현 후쿠오카시 하카타구에 위치한 한 정형외과 의원에 화재가 발생, 입원중인 환자 8명을 포함, 10명이 숨지고 5명이 다치는 화재 참사이다. 이와 같이 화재가 일어난 정형외과의 이름은 아베 정형외과 의원으로 되어 있다. 그러나 이 화재 사고의 여파로 입원 치료를 받은 분 대다수가 거동이 크게 불편한 노인들이었다. 문제가 있었던 해당 병원은 화재가 일어났지만 초동 진화가 제때 이루어져 있지 않은 것에 방화문까지 차단되어 있는 등 소방관리 체계가 미흡하거나 허술했다. 이 사건의 여파로 주변 지역은 아수라장이 되었으며, 사건이 발생된 당시의 현지 경찰에 따르면 이 병원 건물의 1층 처치실에서 폭발음과 함께 불길이 시작되었다는 것으로 파악하고 있었다. 다만 최초 발화한 당시 화재 진압을 위한 병원 관계자들의 어떤 노력이 무시된 상태에다가, 2층과 3층의 방화문이 각각 열려 있는 상태에서 소방 안전관리에 문제가 생긴 것으로 보인다.

## 같이 보기
- 밀양 세종병원 화재
- 포항 요양원 화재
- 장성 요양병원 화재
- 후쿠야마 호텔 화재
- 2013년 지린성 더후이시 닭고기 가공공장 화재
- 인천 세일전자 화재
- 김포 요양병원 화재